# Carlos Navarrete Cáceres
Carlos Alberto Navarrete Cáceres (Quetzaltenango, Guatemala, 29 de enero de 1931) es un arqueólogo, antropólogo, historiador y escritor guatemalteco.

## Biografía
Sus estudios primarios los realizó en el colegio "La Preparatoria" entre 1937 y 1943, en tiempos del gobierno del general Jorge Ubico Castañeda. Los estudios de secundaria en el Instituto Nacional Central para Varones entre 1944 a 1949, ya en tiempos de la Revolución, cuando fue uno de los “chiquilines” del presidente Juan José Arévalo Bermejo.
Estudió arqueología en México, en la Escuela Nacional de Antropología e Historia del INAH durante el período de 1952 a 1957, realizó estudios de maestría en Ciencias Antropológicas en la Facultad de Filosofía y Letras de la Universidad Nacional Autónoma de México (UNAM) en 1965 y en esa misma Facultad y Universidad concluyó el Doctorado en Antropología en 1976.
Se ha destacado como una gran estudioso de la cultura maya, en particular de la arqueología e historia antigua de los pueblos de Chiapas y Guatemala. Ha desarrollado su carrera profesional en México, siendo investigador en el Instituto de Investigaciones Antropológicas de la UNAM. Estudioso de la cultura popular chiapaneca y guatemalteca ha escrito varios ensayos importantes al respecto, de particular interés se destacan sus investigaciones sobre el Cristo Negro de Esquipulas, San Pascual Bailón y la Tacita de Plata, referentes obligados sobre la cultura popular en Guatemala y Chiapas. Es importante su aporte sobre la historia anónima de muchas cosas: “Desde los indios reparando el empedrado de las calles y las abuelas dándoles limonada y tortillas con frijoles hasta los chontes, con el sartal de bocados para envenenar a los perros callejeros. La feria de noviembre en los tiempos de Ubico y el pueblito de lacandones que hizo venir a la capital para ser observados cual animales, por los ladinos curiosos".
Entre decenas de ensayos y varios libros sobre cultura y arqueología de los mayas destaca su libro "Luis Cardoza y Aragón y el Grupo Saker-Ti" del año 2002 en el que aborda el ambiente cultural y político del período revolucionario guatemateco de 1944-1954. Recibió en Guatemala el Premio Nacional de Literatura 2005 por su novela "Los Arrieros del Agua" y el Doctorado Honoris Causa por la Universidad de San Carlos de Guatemala el 20 de abril de 2007.

## Obras publicadas
- «Esquipulas en la poesía popular». El imparcial, Diario Independiente. 21 de octubre de 1961.
- Un Reconocimiento de la Sierra Madre de Chiapas : apuntes de un diario de campo. México: UNAM. 1978.
- Las Esculturas de Chaculá, Huehuetenango, Guatemala. México: UNAM. 1979. ISBN 968-58-2603-X.
- Las rutas de comunicación prehispánica en los Altos Chuchumatanes: un proyecto arqueológico ethnohistórico. Antropología e Historia de Guatemala: Época 2, v.2. Guatemala: Dirección General de Antropología e Historia de Guatemala. 1980.
- Relatos mayas de tierras altas sobre el origen del maíz: los caminos de Paxil. México: UNAM. 2002. ISBN 9703205283.
- «El señor de Esquipulas: origen y difusión». Estudios, Revista de Antropología (Escuela de Historia, IIHAA, USAC Guatemala). 3ª época (Agosto). 1999.
- Los Arrieros del agua. Guatemala: Magna Terra. 2005. ISBN 9992201517.
- Las Rimas del peregrino : poesía popular en oraciones, alabados y novenas al Cristo de Esquipulas. México: Instituto de Investigaciones Antropológicas, UNAM. 2006.
- «Esquipulas: Origen y difusión de un Cristo Negro en Mesoamérica». X Congreso Centroamericano de Historia, UNAN-Managua, Nicaragua (12 al 15 de julio de 2010) Mesa de Historia Cultural y del Pensamiento. 2010. Archivado desde el original el 18 de julio de 2011.